# Diatype

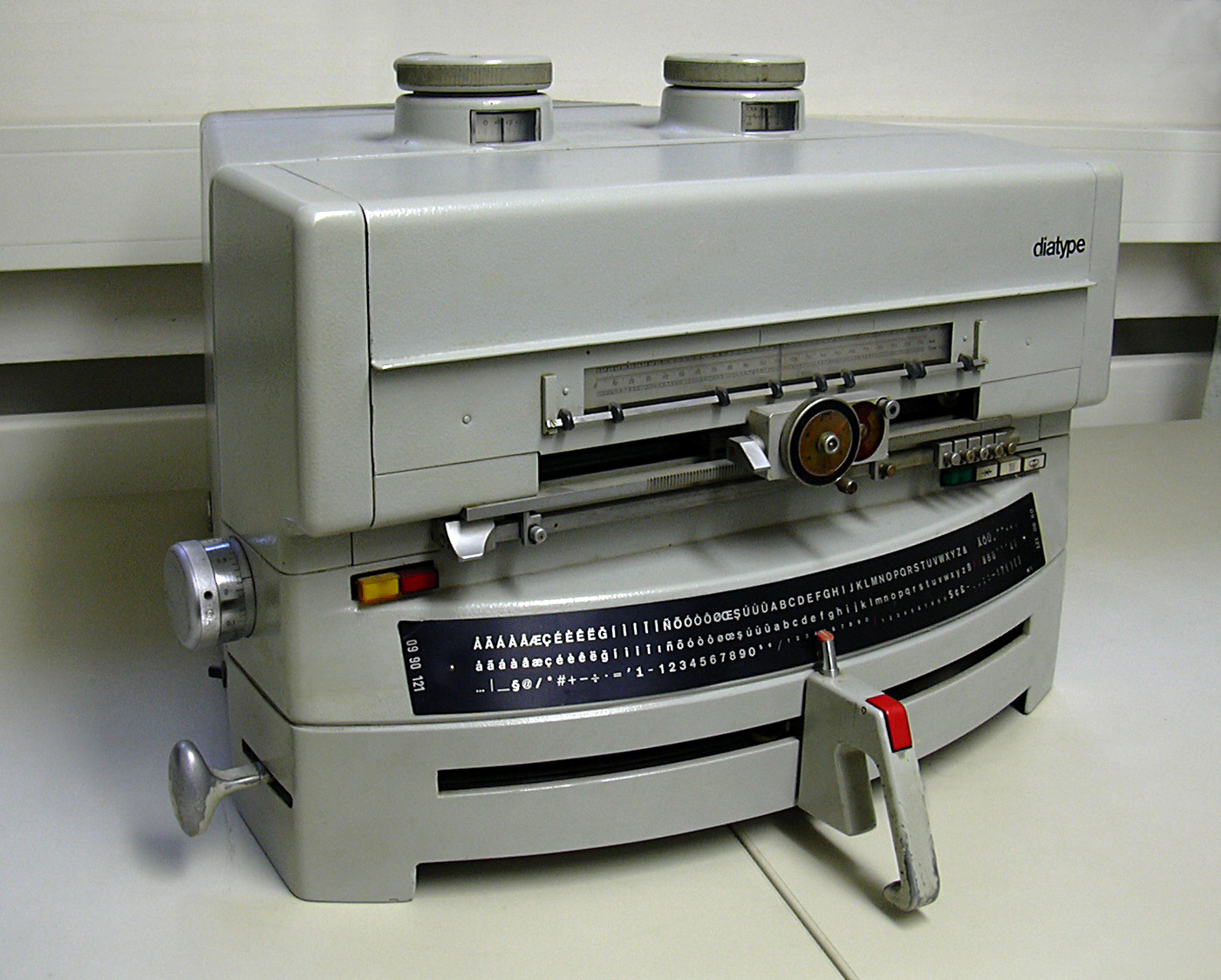
Una màquina diatype de la marca H. Berthold Ag

Una màquina de Diatype és una filmadora que s'utilitza per a la fotocomposició de text, impressionant el text sobre una pel·lícula fotosensible, que un cop revelada es pot utilitzar en diferents entorns d'arts gràfiques.

## Operació
La pel·lícula fotosensible s'estén sobre un tambor i s'introdueix en la filmadora. S'ajusta la màquina equipant-la amb un disc amb els tipus requerits, que són transparents sobre fons negre. Per mitjà d'una palanca se selecciona el caràcter que es vol impressionar i s'exposa mitjançant la llum uniforme d'una làmpada sobre la pel·lícula fotosensible.
D'aquesta manera es va impressionant caràcter a caràcter, fins que es vol iniciar una nova línia d'escriptura i llavors, es fa girar el tambor uns pocs mil·límetres mitjançant una manovella preparada a aquest efecte i es torna començar a la nova línia.
Una vegada s'ha impressionat tota la composició d'un text complet, es retira la pel·lícula fotosensible del tambor i es col·loca en un bany de revelat en una cambra fosca quedant llista per la insoladora
El Diatype va començar a desaparèixer amb l'arribada de les màquines digitals de composició tipogràfica com Compugraphic i l'aparició de programes d'Autoedició com TeX i altres. Més tard arribarien els processadors de text i els programes d'autoedició. Totes aquestes circumstàncies van marcar la fi del Diatype.